# Stay (canción de Pink Floyd)
«Stay» (en español: «Quedate») es la novena canción del álbum Obscured by Clouds de la banda británica de rock progresivo Pink Floyd.

## Personal
- Roger Waters - Bajo.
- David Gilmour - Guitarra con wah wah, coros.
- Richard Wright - Piano, voz.
- Nick Mason - Batería y percusión.